# Weyl–Lewis–Papapetrou-koordinater
Weyl–Lewis–Papapetrou-koordinater är i den allmänna relativitetsteorin en mängd koordinater som används i lösningar av vakuum-regionen kring en axialsymmetrisk fördelning av massa–energi, och namngavs efter Hermann Weyl, T. Lewis och Achilles Papapetrou.
Kvadraten av linjeelementet är på formen:
{\displaystyle ds^{2}=-e^{2\nu }dt^{2}+\rho ^{2}B^{2}e^{-2\nu }(d\phi -\omega dt)^{2}+e^{2(\lambda -\nu )}(d\rho ^{2}+dz^{2})}
där (t, ρ, ϕ, z) är de cylindriska Weyl–Lewis–Papapetrou-koordinaterna i 3 + 1-rumtid, och där λ, ν, ω och B är okända funktioner hos de rumsliga icke-vinkelformade koordinaterna ρ och z endast. Olika författare definierar funktionerna för koordinaterna på olika sätt.